# 집 이야기
"집 이야기"는 2019년에 개봉한 대한민국의 영화이다.

## 캐스팅
- 이유영 : 은서 역
- 강신일 : 진철 역
- 서영화 : 미자 역
- 황은후 : 은주 역
- 조현식 : 경식 역
- 공민정 : 경란 역
- 신황철 : 만석 역
- 전석찬 : 상진 역
- 이남경 : 가람 역
- 장우서 : 민호 역
- 한동완 : 박 선배 역
- 남문철 : 오 부장 역
- 김병순 : 배씨 역
- 정대복 : 이씨 역
- 김종숙 : 아파트 아주머니 역
- 이명자 : 수건집 할머니 역
- 신정만 : 용달차 기사 역
- 우유민 : 새 입주자 역
- 신지인 : 간호사 역
- 정우영 : 장례지도사 역
- 이태용 : 선배경찰 역
- 강승일 : 후배경찰 역
- 김도엽 : 수건집손주 역
- 서임철 : 노인 손님 역
- 김민주 : 금고 사무실 직원 역
- 표성식 : 금고 사무실 사장 역
- 심민성 : 상조 회사 직원1 역
- 이은호 : 상조 회사 직원2 역
- 이준섭 : 수건집손주 목소리 출연 역
- 하지혜 : 경란네 골목 행인 역
- 김성웅 : 소사 아파트 주차장 행인 역
- 김유정 : 병원 복도 방문객 역
- 임철빈 : 병원 동료 환자 역
- 이준섭 : 이삿짐 센터 직원들 역
- 한제택 : 이삿짐 센터 직원들 역
- 김소영 : 전철 승객들 역
- 김상언 : 전철 승객들 역
- 조윤상 : 전철 승객들 역
- 이은주 : 금고 사무실 직원들 역
- 박해미 : 금고 사무실 직원들 역
- 정병묵 : 금고 사무실 직원들 역
- 배은규 : 신문사 행인들 역
- 황선아 : 신문사 행인들 역
- 박승호 : 신문사 행인들 역
- 윤형철 : 갈비집 손님 가족 역
- 김문정 : 갈비집 손님 가족 역
- 윤성빈 : 갈비집 손님 가족 역
- 윤성연 : 갈비집 손님 가족 역
- 김명기 : 수건집 행인들 역
- 문대성 : 수건집 행인들 역
- 임창석 : 수건집 행인들 역
- 주성우 : 수건집 행인들 역
- 안상준 : 병원 환자 가족 역
- 심혜규 : 병원 환자 가족 역
- 안혜영 : 병원 환자 가족 역
- 오자훈 : 병원 환자 가족 역
- 오가은 : 병원 환자 가족 역
- 김혜원 : 신문사 동료들 역
- 최문연 : 신문사 동료들 역
- 황현진 : 신문사 동료들 역
- 안은정 : 신문사 동료들 역
- 박세원 : 신문사 동료들 역
- 노재욱 : 신문사 동료들 역
- 지동현 : 광화문 행인들 역
- 김지선 : 광화문 행인들 역
- 이진주 : 광화문 행인들 역
- 김효진 : 광화문 행인들 역
- 홍승일 : 광화문 행인들 역
- 노치형 : 광화문 행인들 역
- 장제룡 : 미자 결혼식 하객들 역
- 양영희 : 미자 결혼식 하객들 역
- 민종미 : 미자 결혼식 하객들 역
- 김민경 : 미자 결혼식 하객들 역
- 허해심 : 미자 결혼식 하객들 역
- 김미영 : 미자 결혼식 하객들 역
- 권오관 : 미자 결혼식 하객들 역
- 문철복 : 미자 결혼식 하객들 역
- 유석능 : 미자 결혼식 하객들 역
- 방수철 : 미자 결혼식 하객들 역
- 배희철 : 미자 결혼식 하객들 역
- 최정규 : 미자 결혼식 하객들 역
- 오종근 : 미자 결혼식 하객들 역
- 최종민 : 미자 결혼식 하객들 역
- 박용선 : 미자 결혼식 하객들 역
- 허정자 : 미자 결혼식 하객들 역
- 방수협 : 미자 결혼식 하객들 역
- 김철우 : 미자 결혼식 하객들 역
- 방지현 : 제주 공항 승객들 역
- 김원혁 : 제주 공항 승객들 역
- 강권은 : 제주 공항 승객들 역
- 김규상 : 제주 공항 승객들 역
- 강석 : 제주 공항 승객들 역
- 김희선 : 제주 공항 승객들 역
- 양선정 : 제주 공항 승객들 역
- 홍수정 : 제주 공항 승객들 역
- 김해민 : 제주 공항 승객들 역
- 이보윤 : 제주 공항 승객들 역
- 김하원 : 제주 공항 승객들 역
- 김지민 : 제주 공항 승객들 역
- 문정우 : 제주 공항 승객들 역
- 방여진 : 제주 공항 승객들 역
- 임광석 : 제주 공항 승객들 역
- 방다현 : 제주 공항 승객들 역
- 강은지 : 제주 공항 승객들 역
- 문경태 : 제주 공항 승객들 역
- 장주혜 : 제주 공항 승객들 역
- 안여경 : 제주 공항 승객들 역
- 부요한 : 제주 공항 승객들 역
- 서정훈 : 제주 공항 승객들 역
- 엄진아 : 제주 공항 승객들 역
- 김형상 : 제주 공항 승객들 역
- 정윤희 : 제주 공항 승객들 역
- 이현지 : 제주 공항 승객들 역
- 김여녕 : 제주 공항 승객들 역
- 김윤진 : 제주 공항 승객들 역
- 박상호 : 제주 공항 승객들 역
- 고종회 : 제주 공항 승객들 역
- 이유하 : 예약담당자 역 (우정출연)
- 고인배 : 부동산 중개인 역 (특별출연)

## 같이 보기
- 2019년 대한민국의 영화 목록

## 수상
- 2019년 제24회 부산국제영화제 한국영화의 오늘 - 파노라마
- 2020년 제8회 무주산골영화제 상영작 - 판
- 2020년 제7회 들꽃영화상 남우, 여우주연상